# Szumirad

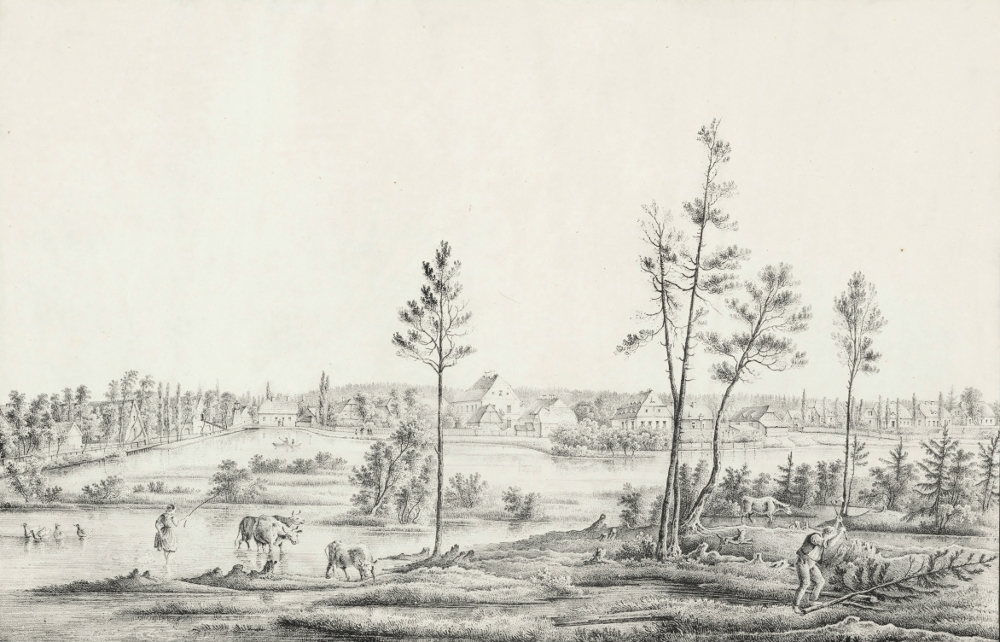
Sausenberg w roku 1850

Szumirad (dodatkowa nazwa w j. niem. Sausenberg od 2010 roku) – wieś w Polsce położona w województwie opolskim, w powiecie kluczborskim, w gminie Lasowice Wielkie.
Nazwę wsi określono rozporządzeniem Ministra Administracji Publicznej i Ziem Odzyskanych w 1946 r.
Do czasu polskiej reformy administracyjnej (1999) wieś związana była z powiatem oleskim.
Wieś położona jest nad rzeką Budkowiczanką, na nizinnych terenach Równiny Opolskiej (stanowiącej część obszaru Niziny Śląskiej) i skraju ważnej, zwartej strefy leśnej Opolszczyzny – Stobrawskiego Parku Krajobrazowego.
W Szumiradzie znajduje się rezerwat przyrody „Smolnik”. Okolice o dużej lesistości, głównie drzewostany sosnowe, także z domieszkami olszy czarnej, dębu i brzozy.
W odległym o trzy kilometry od centrum wsi Kamieńcu obecnie istnieje rezerwat przyrody „Kamieniec” chroniący torfowiska, staw i rozlewiska Budkowiczanki z przylegającymi drzewostanami. W rezerwacie znajduje się obecnie niezamieszkany przysiółek o tej samej nazwie.

## Historia
W XVIII wieku w Kamieńcu mieszkało 300 osób. O rozwoju osady zadecydowało położenie przy trasie Olesno – Opole oraz bliskość bogatych złóż rudy żelaza. W 1728 roku otwarto tu zakłady hutnicze: najpierw w Kamieńcu, a po roku w Szumiradzie. Piece do wytopu żelaza z rudy darniowej w okolicach Szumiradu funkcjonowały jeszcze w XIX wieku; ponadto funkcjonowała tu cegielnia, a także szkoła. Aktualnie w Kamieńcu znajduje się tylko pięć budynków mieszkalnych, wykorzystywanych rekreacyjnie (nikt nie jest tu zameldowany).
W okresie PRL w zabytkowym parku, w którym do 1945 stał zamek księcia von Hohenlohe (spalony przez żołnierzy Armii Czerwonej), powstał ośrodek wczasowy Wojewódzkiego Przedsiębiorstwa Komunikacyjnego w Katowicach. Obecnie trwa przebudowa obiektu na dom spokojnej starości na 100 osób.

## Jednostka wojskowa
W lesie szumiradzkim Niemcy wybudowali w latach 30. XX w. tajny kompleks wojskowy, który po II wojnie światowej przejęły wojska zwycięzców. Bliżej wsi Szumirad Rosjanie wybudowali jedno z 6 centrów kontroli Armii Radzieckiej: stanowisko dowodzenia NT ZTDW (Strategicznego Zachodniego Kierunku Działań Wojennych), kryptonim Freza.
Polacy rozlokowali tutaj specjalną Jednostkę Łączności pod nazwą „24 Polowa Baza Techniczna Wojsk Łączności – JW 2286”, budowany od początku lat 70. przez pułk inżynieryjno-budowlany z Gniezna. Polacy posiadali tutaj tajną specjalną bazę łączności: Jednostkę Wywiadu Radioelektronicznego Centralnego Podporządkowania.
Po przejęciu bazy od Rosjan w latach 90. XX w., w Szumiradzie stacjonuje 24. Polowa Techniczna Baza Wojsk Łączności, która należy do struktury Dowództwa Garnizonu Warszawa.